# Algemene pensioenwet politieke ambtsdragers
De Algemene pensioenwet politieke ambtsdragers (Appa) is een Nederlandse wet die vastgesteld is in 1969. Doel is te regelen de toekenning van een ontslaguitkering en van pensioen aan politieke ambtsdragers en pensioen aan hun nabestaanden. Met ingang van 27 februari 2010 zijn de uitkeringsregels voor nieuw te benoemen politieke ambtsdragers en die worden herbenoemd, gewijzigd. De uitkeringsduur is verkort en er is een sollicitatieplicht met begeleiding.

## Pensioen
In de Appa is geregeld dat politieke ambtsdragers (ministers, Tweede Kamerleden, gedeputeerden, wethouders, dagelijkse bestuurders van waterschappen en de Rijksvertegenwoordiger voor de openbare lichamen Bonaire, Sint Eustatius en Saba) gedurende de periode dat zij in functie zijn pensioen opbouwen. Dit betekent dat dus ook pensioen wordt opgebouwd wanneer iemand na het bereiken van de 65-jarige leeftijd het ambt uitoefent. Het gaat hierbij om ouderdomspensioen en nabestaandenpensioen.

## Arbeidsongeschiktheid
Bestuurders die wegens arbeidsongeschiktheid ontslag nemen, ontvangen in eerste instantie de gebruikelijke ontslaguitkering. Wanneer degene na afloop van de normale uitkeringsduur nog steeds arbeidsongeschikt is, dan kan de uitkering worden voortgezet via een verklaring van een arts over de mate van arbeidsongeschiktheid.

## Kosten en middelen
Voor (ex)-bestuurders wordt het pensioen niet direct ondergebracht bij een verzekeraar, maar meestal in eigen beheer uitgevoerd. Met andere woorden: het ministerie BZK, gemeenten, provincies en waterschappen zijn eigen risicodrager voor het pensioen van zittende en gewezen bestuurders. Overigens schakelen die voor het afdekken van dit risico vaak weer wel een verzekeraar in.
Er zijn ca. 15.000 (ex)-bestuurders die pensioenrechten hebben op grond van de Appa. De totale waarde van die rechten bedraagt naar schatting circa € 1 miljard. Daarbovenop maken overheden jaarlijks ook kosten om de Appa uit te voeren.

## Wet toekomst pensioenen
Om de pensioenen van de Appa onder de werking van de Wtp te brengen, moeten beide Kamers der Staten Generaal met een 2/3 meerderheid akkoord gaan. Een desbetreffend wetsvoorstel terzake is nog niet ingediend.